# Cratere Nidi
Nidi è un cratere sulla superficie di Callisto.